# Creacionismo

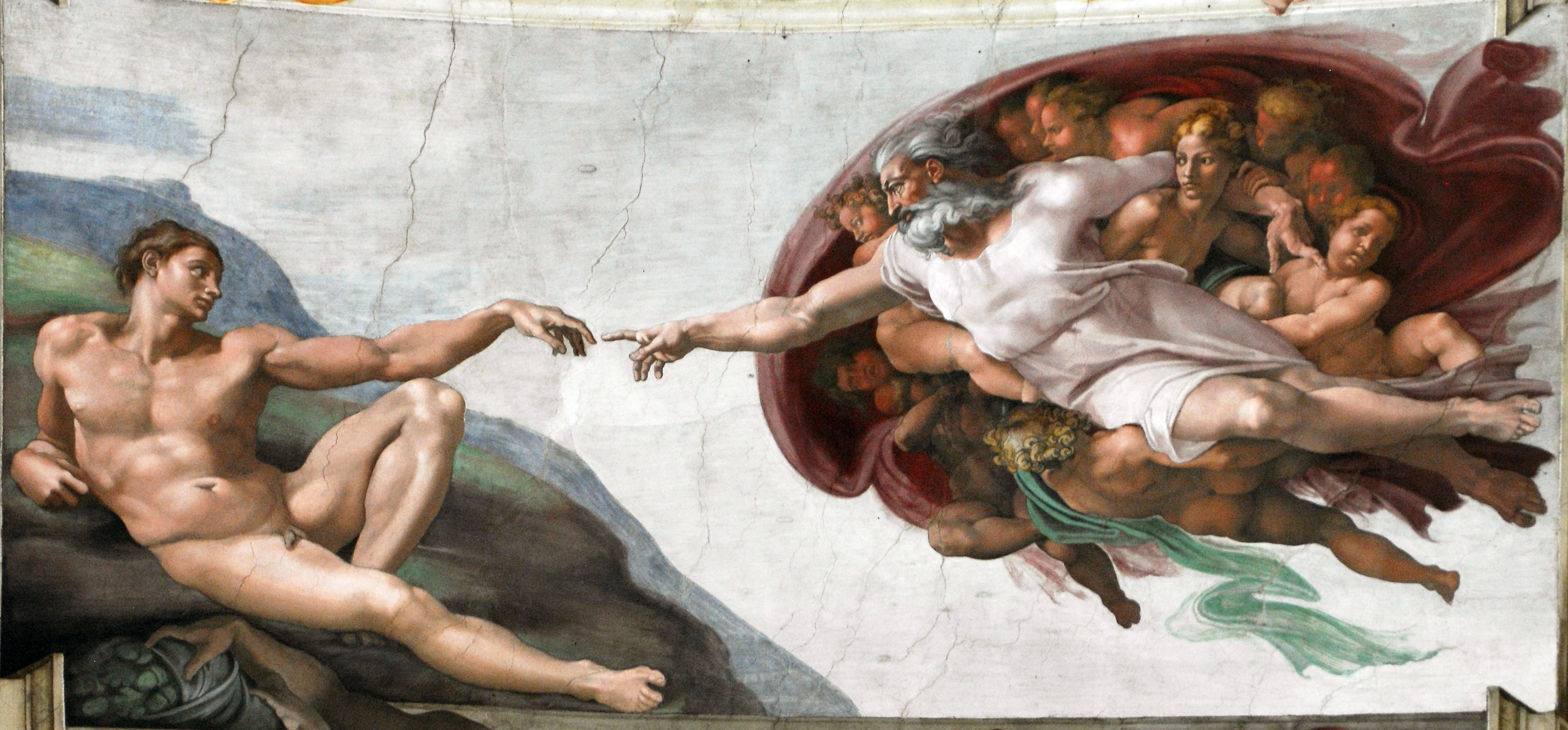
La creación de Adán, fresco de 1511 de Miguel Ángel en la Capilla Sixtina.

El creacionismo es la creencia filosófica de que el universo y la vida se originaron de actos concretos de creación divina.
El concepto de creacionismo varía entre sus seguidores. Para los creacionistas de la Tierra joven, esto incluye una interpretación bíblica literal de la narrativa acerca de la narración de la creación del Génesis (El primer libro de la Biblia) y el rechazo de la teoría científica de la evolución.
Mientras la historia del pensamiento evolutivo se desarrollaba a partir del siglo XVIII, varias posturas apuntaron en reconciliar las religiones abrahámicas y el Génesis con la biología y otras ciencias desarrolladas en la cultura occidental.
Aquellos que sostenían que las especies se habían creado por separado (como Philip Gosse en 1857) eran llamados comúnmente "partidarios de la creación" pero también "creacionistas", como se lee en la correspondencia privada entre Charles Darwin y sus amigos. Mientras la controversia creación-evolución se desarrollaba, el término "antievolucionistas" se hizo común. 
En 1929 en los Estados Unidos, el término "creacionismo" se asoció originalmente con el fundamentalismo bíblico, específicamente con su rechazo de la evolución humana y la creencia en una Tierra joven (con una edad entre 5700 y 10 000 años). No obstante, este uso estuvo disputado por otros grupos, como los creacionistas de la Tierra antigua y los creacionistas evolutivos, quienes albergan conceptos diferentes de creación, como la aceptación de la edad de la Tierra y la evolución biológica entendida por la comunidad científica.
Hoy, la American Scientific Affiliation (Afiliación Científica Estadounidense), una organización religiosa prominente en Estados Unidos, reconoce que existen diferentes opiniones entre los creacionistas respecto al método de creación, mientras que reconocen la unidad en la creencia abrahámica de que Yahveh "creó el universo".
Desde los años 1920, el creacionismo literalista en Estados Unidos ha disputado las teorías científicas, como la evolución,
la que proviene de observaciones naturales del Universo y la vida. Los creacionistas literalistas
creen que la evolución no puede explicar adecuadamente la historia, diversidad y complejidad de la vida en la Tierra.
Los creacionistas fundamentalistas de la fe cristiana usualmente basan su creencia en una lectura literal de la narrativa de creación del Génesis.
Otras religiones o comparten el mito de creación del Génesis o tienen diferentes mitos de creación conducidos por deidades,
a la vez que los miembros de una misma religión varían en su aceptación de los descubrimientos científicos.
Cuando la investigación científica produce evidencia empírica y conclusiones teóricas que contradicen una interpretación creacionista literal de las escrituras, los creacionistas de la Tierra joven a menudo rechazan las conclusiones de la investigación,
sus teorías científicas subyacentes o su metodología. Esta tendencia ha llevado a una controversia política y teológica. Las ramas pseudocientíficas del creacionismo incluyen la ciencia de la creación, la geología diluviana, así como subconjuntos de la pseudoarqueología, la pseudohistoria e incluso la pseudolingüística. Los creacionistas generalmente rechazan el consenso científico sobre la evolución y el antepasado común, la historia geológica de la Tierra, la formación del sistema solar y el origen del Universo.
La evolución teísta, una  postura dentro del creacionismo evolutivo, es un intento de reconciliar la religión con los hallazgos científicos sobre la edad de la Tierra y la evolución. El término creacionismo evolutivo cubre una gama de posturas, como la del creacionismo de Tierra vieja(tierra antigua).

## Origen del término
Durante la Edad Media, y hasta la actualidad, el término «creacionismo» ha servido en Teología para designar una de dos interpretaciones alternativas para el origen del alma personal, que cada alma es objeto de un acto especial de creación por Yahvé (v. creacionismo en teología), siendo su alternativa el traducianismo.
El florecimiento de la filosofía fuera del amparo de la Iglesia, desde el Renacimiento, condujo a un uso casual del término como opuesto al monismo panteísta.
El rápido éxito social de la teoría de Charles Darwin promovió la reacción no solo de algunos importantes teólogos, sino también por parte de científicos, los cuales veían en el darwinismo un importante fundamento para el materialismo filosófico, así como una puerta abierta a la refutación del argumento teleológico y cosmológico para la existencia de Yahvé. El propio Darwin usó en su correspondencia el término «creacionista» para referirse a sus opositores.
Así aparece en ocho ocasiones en su correspondencia publicada, en misivas dirigidas a Bates, Huxley, Bentham y Hooker.
Durante mucho tiempo, época conocida como creacionismo clásico, el término no fue usado de manera general para designar la oposición al evolucionismo darwinista, que se designaba en otras formas. En 1929 el biólogo Harold W. Clark, un adventista del Séptimo Día, describió como creacionista la obra de su maestro George McCready Price en el título de un libro autopublicado.
Durante algún tiempo el término sirvió para describir tanto a los teístas evolucionistas (creyentes a la vez en un dios creador y en la verdad del darwinismo) y a los fundamentalistas bíblicos que, como los dos autores citados, defendían la literalidad bíblica desde sus títulos universitarios en ciencias.

## Relación con el evolucionismo

### Creacionismo clásico
Los creacionistas clásicos niegan la teoría de la evolución biológica y, especialmente, lo que se refiere a la evolución humana, además de las explicaciones científicas sobre el origen de la vida. Por esto rechazan todas las pruebas científicas (fósiles, geológicas, genéticas, etc.). En el creacionismo clásico de origen cristiano se hace una interpretación literal de la Biblia y se sostiene la creación del mundo, los seres vivos y el cataclismo del Diluvio Universal tal como está descrito en el Génesis, sin pretender concretar de manera científica el origen de las especies.

### Creacionismo contemporáneo
Se habla así de creacionismo «científico», nombre que le dan sus partidarios. Sin embargo, a diferencia de las ciencias naturales, en este tipo de creacionismo no se sigue el método científico y no se producen hipótesis falsables

#### Creacionismo antievolución actual
A diferencia del creacionismo clásico, en el creacionismo más reciente se trata de utilizar igualmente fundamentos de carácter no religioso a partir de descubrimientos o conocimientos de disciplinas pertenecientes a las ciencias naturales, que se tratan de presentar como si fueran pruebas científicas contra la teoría de la evolución. Se habla así de creacionismo «científico», nombre que le dan sus partidarios. Sin embargo, a diferencia de las ciencias naturales, en este tipo de creacionismo no se sigue el método científico y no se producen hipótesis falsables. Debido a estos hechos, el creacionismo científico no logra reunir totalmente en ninguna de sus formas las características de una teoría científica, y por ello la comunidad científica relacionada con el tema lo describe sólo como una proposición pseudocientífica.
Por otra parte, este tipo de creacionismo contemporáneo trata de desdibujar la distinción entre hecho evolutivo (parentesco y transformación de las especies a lo largo del tiempo) y teoría de la evolución (síntesis evolutiva moderna o «neodarwinismo»), englobándolo todo con el término «evolución», «evolucionismo» o «darwinismo», y descalificándolo como «una simple teoría» (jugando con el doble significado de la palabra teoría en el habla común y en las ciencias naturales).
Así intenta negar el hecho de que la teoría de la evolución es considerada una de las más grandes y sólidas teorías científicas actuales, que describe un hecho sobre el que no existen pruebas o evidencias científicas que lo refuten.

##### Diseño inteligente
Otra forma más sutil de este tipo de creacionismo es el diseño inteligente, movimiento que no suele hacer explícita su motivación religiosa. Su principal actividad consiste en negar en mayor o menor medida la validez e importancia de las explicaciones evolutivas sobre el origen de las estructuras biológicas, para concluir que es necesaria su creación por intervención directa de un ser inteligente. El diseño inteligente es presentado por sus seguidores como una alternativa al neodarwinismo pero, al no formular hipótesis contrastables, no cumple los requisitos del método científico y es considerado una forma de pseudociencia.

#### Creacionismo proevolución
Las formas de creacionismo nombradas anteriormente son consideradas formas de «creacionismos antievolución» porque requieren la intervención directa de un creador. Además de este tipo de creacionismo, existe el «creacionismo proevolución» expresado en el creacionismo evolutivo y en una postura filosófica llamada evolución teísta; el creacionismo proevolución cree en la existencia de un creador y un propósito, pero sí acepta que los seres vivos se han formado a través de un proceso de evolución natural. Esta forma de creacionismo no interfiere con la práctica de la ciencia, ni es presentada como una alternativa al neodarwinismo, sino como un complemento filosófico o religioso a la teoría de la evolución.

## El creacionismo en los sistemas educativos
Al no basarse en evidencia científica falsable y comprobable, ninguna forma de creacionismo está implementada prácticamente en el sistema educativo de ningún país del mundo, con excepciones tales como las que sucedieron hasta fines del 2005 en algunos estados de Estados Unidos, en los cuales existe una mayoría protestante donde se trató de sustituir a la evolución en los libros de texto, siendo actualmente un hecho prohibido por una sentencia judicial; o el creacionismo de origen islámico, presente en algunos países con creencia mayoritaria en esta religión.

## Posición de la Iglesia católica ante el creacionismo
Desde el Concilio Vaticano II, oficialmente la Iglesia católica rechaza una interpretación literal de los primeros capítulos del Génesis y, para su doctrina, cualquier propósito similar ignoraría el sentido de la creación y del propio Yahvé, al que se presenta como fundamento y causa última trascendente de la realidad.
Al no entrar el magisterio de la Iglesia en cuestiones científicas, tampoco se opone a la teoría de la evolución, siempre que el creyente considere algunos aspectos básicos de su doctrina, como pueden ser la causalidad divina, que el ser humano haya sido creado a imagen y semejanza de Dios y que su alma ha sido creada por voluntad de Dios, diferenciándolo de los otros seres vivos.
Algunos autores defienden que la doctrina católica podría estar de acuerdo con un creacionismo de tipo proevolución teísta,
ya que no interpreta el Génesis de manera estrictamente literal, y no ve contradicción de la doctrina filosófica y religiosa de la Creación, que explica el origen del universo a partir de la nada, con la teoría de la evolución biológica.

## Descripción hecha por el creacionismo cristiano

### Creación de la Tierra joven
Algunos creacionistas creen que la Tierra es joven, indicando que el planeta tiene menos de 10 000 años, y generalmente creen que fue creada por Yahvé hace 6000 años, tal como lo describe el Calendario de Ussher-Lightfoot. Así, las teorías científicas del universo y la astronomía no están incluidas en esa ideología.
Esta visión es apoyada por múltiples iglesias protestantes en los Estados Unidos. Se estima en un 47% el número de estadounidenses que comparten esta opinión, y casi el 10% de universidades cristianas imparten esta teoría en sus clases.
Las organizaciones cristianas estadounidenses ICR (Institute for Creation Research: instituto de investigación sobre la creación), en El Cajón (California), y la CRS (Creation Research Society: sociedad de investigación sobre la creación), en Saint Joseph (Misuri), promueven el «creacionismo de la Tierra joven». Otra organización estadounidense con similares puntos de vista, AIG (Answers in Genesis: Respuestas en el Génesis), ubicada en el área del Gran Cincinnati, ha abierto el Creation Museum (museo de la creación) para hacer campaña en favor del «creacionismo de la Tierra joven». Entre los católicos estadounidenses, el Kolbe Center for the Study of Creation estaría en la misma órbita.
Como el creacionismo es una «ideología independiente», según esta ideología, la Tierra es joven y no tiene más de 6000 años de antigüedad; esto a través del cálculo y deducción mediante regresiones realizadas sobre las edades de los personajes bíblicos mencionados en el Génesis y otras partes de la Biblia.
Dentro de este creacionismo existen tres formas:
- Creacionismo de la Tierra joven: rechaza absolutamente la evolución de las especies y las teorías geológicas sobre la evolución de la Tierra en todas sus formas; siendo la forma más común de creacionismo clásico.
- Creacionismo de la Tierra joven ambiguo: acepta en una Tierra joven la evolución de todos los seres vivientes, excepto la evolución de los seres humanos. Rechaza la teoría de la evolución de las especies de Darwin así como el origen del hombre y el evolucionismo científico.
- Creacionismo de la Tierra joven de una evolución rápida: asegura que Yahvé dirigió un tipo de evolución singular de corto período hasta el sexto día de la creación.

### Creación de la Tierra antigua
En oposición al creacionismo de la Tierra joven, otros creacionistas admiten que la Tierra puede ser antigua, es decir, que podría tener millones o incluso miles de millones de años. Existen diferentes tipos de creacionismo de la Tierra antigua:
- Creacionismo de la restitución: sostiene que la vida (con o sin cambios) fue creada de inmediato en una Tierra antigua preexistente.
- Creacionismo del día-era: sostiene que la Tierra fue creada por Yahvé en seis días cósmicos, que serían mucho más largos que los días terrestres (por ejemplo, cada día podría durar varios cientos de millones de años).
- Creacionismo del diseño inteligente: sostiene que la Tierra fue creada tal como lo explica la geología, pero describe la evolución de la Tierra y la vida a través de la intervención directa del dios Yahvé.
- Creacionismo de la evolución teísta y creacionismo evolutivo: sostiene el proceso de formación del universo y los seres vivos como es descrito por la ciencia (proevolución natural) pero postula que, además, existe un propósito y un origen divino en ello; también sostiene la no incompatibilidad entre la ciencia y la creencia en un dios creador.

### La evolución y extinción de los animales y otros seres vivos
Dentro de la mayoría de las doctrinas mencionadas anteriormente, igualmente se plantea que hace unos miles de años sucedió un cataclismo (diluvio universal), en el que muchas especies animales desaparecieron al ascender el nivel del mar varios cientos de metros. Sin embargo, al referirse los creacionistas a la evolución y extinción de los animales y otros seres vivos, tampoco presentan un consenso sobre estos temas. De esta forma se presentan las siguientes subclases de ideologías creacionistas:
- Creacionismo que niega la evolución y extinción: sostiene que el Yahvé no crearía grupos de seres que necesitaran cambios o adaptaciones para lograr la supervivencia de sus descendientes, ni permitiría que seres creados por Yahvé se extinguieran. Este creacionismo cree que todos los grupos animales fueron salvados en el Arca de Noé. Para explicar los fósiles que descartan sus creencias, un subgrupo cree que estos fósiles son falsos, mientras otro subgrupo cree que todos los animales o algún espécimen de cada grupo animal que se creen extintos, realmente no lo están y vivirían en lugares aislados o desconocidos, realizando algunos grupos incluso expediciones para encontrarlos.[53][54][55]

Este tipo de creacionismo busca apoyo igualmente en pseudociencias, como en la criptozoología popular.
- Creacionismo creyente en la extinción divina: cree sólo en el proceso de extinción y no en la evolución, pero la extinción se produciría solo por una intervención y voluntad divina. Dentro de esta categoría resaltan los grupos que creen que los dinosaurios y otros animales extintos antiguos, se extinguieron durante el diluvio universal. Así, estos grupos creen que los fósiles serían sólo evidencia de un suceso catastrófico de inundación producido por el diluvio descrito en la Biblia, y rechazan las explicaciones científicas de estos fósiles.
- Creacionismo creyente en la evolución y extinción divina: cree en estos procesos, aunque ellos se producen por intervención y voluntad divina; ejemplo de ello es la ideología del diseño inteligente.